# Tolkien Studies
Tolkien Studies: An Annual Scholarly Review est un journal académique contenant des articles sur les travaux de l'écrivain et philologue J. R. R. Tolkien, ainsi que des textes inédits de sa main. Ce journal est publié annuellement par Verlyn Flieger, Douglas A. Anderson et Michael D. C. Drout. C'est le premier journal publié par une presse universitaire dans le domaine de la recherche sur les travaux de Tolkien. Le comité de rédaction est composé de David Bratman, Marjorie Burns, Carl F. Hostetter, Gergely Nagy, Tom Shippey, et Richard West.

## Volumes parus

### Volume 1, 2004
Tolkien Studies: An Annual Scholarly Review, Volume 1, 2004, West Virginia University Press,  (ISBN 0937058874).
Ce volume présente un texte de Tolkien édité par Carl F. Hostetter : "Sir Orfeo": A Middle English Version
- Light-elves, Dark-elves, and Others: Tolkien's Elvish Problem - Tom Shippey
- Tom Shippey on J.R.R. Tolkien: A Checklist - Compiled by Douglas A. Anderson
- The Adapted Text : The Lost Poetry of Beleriand - Gergely Nagy
- "Do the Atlantis story and abandon Eriol-Saga" - Verlyn Flieger
- Indentifying England's Lonnrot - Anne C. Petty
- "Sir Orfeo": A Middle English Version by J.R.R. Tolkien - Carl F. Hostetter
- Frodo's Batman - Mark T. Hooker
- Tolkien's Prose Style and its Literary and Rhetorical Effects - Michael D. C. Drout
- When Philology Becomes Ideology: The Russian Perspective of J.R.R. Tolkien - Olga Markova
- Notes and Documents
  - A Note on Beren and Luthien's Disguise as Werewolf and Vampire-bat - Thomas Honegger
  - Possible Echoes of Blackwood and Dunsany in Tolkien's Fantasy - Dale J. Nelson
  - Bibliography for 2001-2002

### Volume 2, 2005
Tolkien Studies: An Annual Scholarly Review, Volume 2, 2005, West Virginia University Press,  (ISBN 1933202033).
- "And She Named Her Own Name": Being True to One's Word in Tolkien's Middle-earth - Richard C. West
- Richard C. West: A Checklist - Compiled by Douglas A. Anderson
- Parallel Lives: The Sons of Denethor and the Sons of Telamon - Miryam Libran-Moreno
- The White City: "The Lord of the Rings" as an Early Medieval Myth of the Restoration of the Roman Empire - Judy Ann Ford
- World Creation as Colonization: British Imperialism in "Aldarion and Erendis" - Elizabeth Massa Hoiem
- "Tricksy Lights": Literary and Folkloric Elements in Tolkien's Passage of the Dead Marshes - Margaret Sinex
- Tolkien and Modernism - Patchen Mortimer
- Tolkien, King Alfred, and Boethius - John W. Houghton and Neal K. Keesee
- A Definitive Identification of Tolkien's "Borgil": An Astronomical and Literary Approach - Kristine Larsen
- Love: "The Gift of Death" - Linda Greenwood
- Tolkien's Imaginary Nature: An Analysis of the Structure of Middle-Earth - Michael J. Brisbois
- Obituary: Humphrey Carpenter (1946–2005) - Douglas A. Anderson
- Notes and Documents
  - The Birthplace of J.R.R. Tolkien - Beth Russell
  - J.R.R. Tolkien and W. Rhys Robert's "Gerald of Wales on the Survival of Welsh" - Douglas A. Anderson
  - Gilraen's "Linnod": Function, Genre, Prototype - Sandra Ballif Straubhaar
  - Little Nell and Frodo the Halfling - Dale Nelson
  - Book Reviews
  - Addenda and Corrigenda to the 2001-2002 "Tolkien Studies" Bibliography
  - The Year's Work in Tolkien Studies 2001-2002 - David Bratman
  - Bibliography (in English) for 2003

### Volume 3, 2006
Tolkien Studies: An Annual Scholarly Review, Volume 3, 2006, West Virginia University Press,  (ISBN 1933202106).
- In Memoriam : 
  - Karen Wynn Fonstad
  - Dan Timmons
- Fitting Sense to Sound: Linguistic Aesthetics and Phonosemantics in the Work of J.R.R. Tolkien - Ross Smith
- The Text Tale of Frodo the Nine-fingered: Residual Oral Patterning in The Lord of the Rings - Maria Prozesky
- Dream Visions in J.R.R. Tolkien's The Lord of the Rings - Amy M. Amendt-Raduege
- The "Lost" Subject of Middle-earth: The Constitution of the Subject in the Figure of Gollum in The Lord of the Rings - Gergely Nagy
- Three is Company: Novel, Fairy Tale, and Romance on the Journey through the Shire - Martin Simonson
- Beowulf as Fairy-story: Enchanting the Elegiac in The Two Towers - Richard W. Fehrenbacher
- Barbarians and Imperialism in Tacitus and The Lord of the Rings - James Obertino
- Notes and Documents
  - Karen Wynn Fonstad - Verlyn Flieger
  - Writing "TO" the Map - Karen Wynn Fonstad
  - R. W. Chambers and The Hobbit - Douglas A. Anderson
  - A Spliced Old English Quotation in "Beowulf: The Monsters and the Critics" - Michael D. C. Drout
  - "The tree took me up from ground and carried me off": A Source for Tolkien's Ents in Ludvig Holberg's Journey of Niels Klim to the World Underground - James I. McNelis
  - Book Reviews
  - The Year's Work in Tolkien Studies 2003 - David Bratman
  - Bibliography (in English) for 2004
  - Addenda and Corrigenda to Bibliography (in English) for 2003

### Volume 4, 2007
Tolkien Studies: An Annual Scholarly Review, Volume 4, 2007, West Virginia University Press,  (ISBN 1933202262). 
Ce volume présente un texte de Tolkien : The Name "Nodens".
- Tolkienian Linguistics: The First Fifty Years - Carl F. Hostetter
- Carl F. Hostetter: A Checklist - Douglas A. Anderson
- Tolkien’s "'Celtic' type of legends": Merging Traditions - Dimitra Fimi
- Greek and Latin Amatory Motifs in Éowyn's Portrayal - Miryam Libran Moreno
- The Curious Incident of the Dream at the Barrow: Memory and Reincarnation in Middle-earth - Verlyn Flieger
- J.R.R. Tolkien's Medieval Scholarship and its Significance - Michael D. C. Drout
- The Name "Nodens" - J. R. R. Tolkien
- Walter E. Haigh, Author of A New Glossary of the Huddersfield Dialect - Janet B. Croft
- The Homecoming of Beorhtnoth: Philology and the Literary Muse - Thomas Honegger
- Tracking the Elusive Hobbit (In Its Pre-Shire Den) - Marjorie Burns
- "Elves (and Hobbits) always refer to the Sun as She": Some Notes on a Note in Tolkien's The Lord of the Rings - Yvette L. Kisor
- Sauron, Mount Doom, and Elvish Moths: The Influence of Tolkien on Modern Science - Kristine Larsen
  - Book Reviews
  - Book Notes
  - The Year's Work in Tolkien Studies 2004 - David Bratman
  - Bibliography (in English) for 2005

### Volume 5, 2008
Tolkien Studies: An Annual Scholarly Review, Volume 5, 2008, West Virginia University Press. 
Ce volume présente deux textes de Tolkien : Chaucer as a Philologist et The Reeve's Tale (1939).
- Revenge and Moral Judgement in Tolkien - Brian Rosebury
- Rosebury on Tolkien: A Checklist - Douglas A. Anderson
- "With chunks of poetry in between": The Lord of the Rings and Saga Poetics - Carl Phelpstead
- The Myth of the Ent and the Entwife - Corey Olsen
- Showing Saruman as Faber: Tolkien and Peter Jackson - James Davis
- Boromir, Byrhtnoth, and Bayard: Finding Language for Grief in J.R.R. Tolkien's The Lord of the Rings - Lynn Forest-Hill
- Three Rings for whom exactly? And why? Justifying the disposition of the Three Elven Rings - Jason Fisher
- Chaucer as a Philologist - J. R. R. Tolkien
- The Reeve's Tale (1939) - J. R. R. Tolkien
- Steiner on Tolkien - Ross Smith
- Tolkien, Oxford's Eccentric Don (1973) - George Steiner, trad. Ross Smith
  - Book Reviews
  - Book Notes
  - The Year's Work in Tolkien Studies 2005 - David Bratman
  - Bibliography (in English) for 2006

### Volume 6, 2009
Tolkien Studies: An Annual Scholarly Review, Volume 6, 2009, West Virginia University Press.
Ce volume présente un texte inédit de Tolkien : Fate and Free Will, édité par Carl F. Hostetter.
- In Memoriam
  - Pauline Baynes
  - Derek Brewer
- “A Kind of Elvish Craft”: Tolkien as Literary Craftsman - John D. Rateliff
- John D. Rateliff: A Checklist - Douglas A. Anderson
- A Talk to the Dragon: Tolkien as Translator - Ármann Jakobsson
- “Clerkes Compleinte”: Tolkien and the Division of Lit. and Lang. -  Jill Fitzgerald
- Echoes of Pearl in Arda’s Landscape - Stefan Ekman
- Councils and Kings: Aragorn’s Journey Towards Kingship in J.R.R. Tolkien’s The Lord of the Rings and Peter Jackson’s The Lord of the Rings - Judy Ann Ford and Robin Anne Reid
- The Unique Representation of Trees in The Lord of the Rings - Cynthia M. Cohen
- Clinamen, Tessera, and the Anxiety of Influence: Swerving from and Completing George MacDonald - Josh Long
- The Music and the Task: Fate and Free Will in Middle-earth - Verlyn Flieger
- Fate and Free Will - J. R. R. Tolkien éd. par Carl F. Hostetter
- J.R.R. Tolkien and The Wanderer: From Edition to Application - Stuart D. Lee
- Essence of Elvish: The Basic Vocabulary of Quenya - Christopher Gilson
  - Book Reviews
  - Book Notes
  - The Year’s Work in Tolkien Studies 2006 - David Bratman
  - Bibliography (in English) for 2007

### Volume 7, 2010
Tolkien Studies: An Annual Scholarly Review, Volume 7, 2010, West Virginia University Press.
Ce volume présente un ensemble de textes inédits de Tolkien : "The Story of Kullervo" and Essays on Kalevala, édité par Verlyn Flieger.
- The Books of Lost Tales: Tolkien as Metafictionist - Vladimir Brljak
- Faërian Cyberdrama: When Fantasy becomes Virtual Reality - Péter Kristóf Makai
- Coleridge's Definition of Imagination and Tolkien's Definition(s) of Faery - Michael Milburn
- "Strange and free" — On Some Aspects of the Nature of Elves and Men - Thomas Fornet-Ponse
- Refining the Gold: Tolkien, The Battle of Maldon, and the Northern Theory of Courage - Mary R. Bowman
- Fantasy, Escape, Recovery, and Consolation in Sir Orfeo: The Medieval Foundations of Tolkienian Fantasy - Thomas Honegger
- Elladan and Elrohir: The Dioscuri in The Lord of the Rings - Sherrylyn Branchaw
- Tolkien's The Lord of the Rings and His Concept of Native Language: Sindarin and British-Welsh - Yoko Hemmi
- "Monsterized Saracens," Tolkien's Haradrim, and Other Medieval "Fantasy Products" - Margaret Sinex
- Myth, Milky Way, and the Mysteries of Tolkien's Morwinyon, Telumendil, and Anarríma - Kristine Larsen
- "The Story of Kullervo" and Essays on Kalevala - J. R. R. Tolkien éd. par Verlyn Flieger
  - The Story of Honto Taltewenlen
  - On "The Kalevala" or Land of Heroes
  - The Kalevala
- J.R.R. Tolkien and the Boy Who Didn't Believe in Fairies - John Garth
  - Book Reviews
  - Book Notes
  - The Year's Work in Tolkien Studies 2007 - David Bratman
  - Bibliography (in English) for 2008

### Volume 8, 2011
Tolkien Studies: An Annual Scholarly Review, Volume 8, 2011, West Virginia University Press. (à paraitre en juillet 2011)
- “Legend and History Have Met and Fused”: The Interlocution of Anthropology, Historiography, and Incarnation in J.R.R. Tolkien’s “On Fairy-stories” - Philip Irving Mitchell
- Tolkien’s Goldberry and The Maid of the Moor - John M. Bowers
- Language in Tolkien’s “Bagme Bloma” - Lucas Annear
- “Wingless fluttering”: Some Personal Connections in Tolkien’s Formative Years - José Manuel Ferrández Bru
- Robert Quilter Gilson, T.C.B.S.: A Brief Life in Letters - John Garth
- The Hen that Laid the Eggs: Tolkien and the Officers Training Corps - Janet Brennan Croft
  - Book Reviews
  - Book Notes - Douglas A. Anderson.
- Review-Essay: The Ring Goes Ever On: Proceedings of the Tolkien 2005 Conference: 50 Years of “The Lord of the Rings”, two volumes, edited by Sarah Wells - Deidre A. Dawson
  - The Year’s Work in Tolkien Studies 2008 - David Bratman et Merlin DeTardo
  - Bibliography (in English) for 2009 - Rebecca Epstein, David Bratman, Michael D. C. Drout, Merlin DeTardo, et Douglas A. Anderson